# المركبة (يريم)

تعديل مصدري - تعديل

المركبة محلة تابعة لقرية الساري، التابعة لعزلة بني مسلم بمديرية يريم إحدى مديريات محافظة إب في الجمهورية اليمنية.، بلغ تعداد سكانها 23 حسب تعداد اليمن لعام 2004.